# Cyprinella chloristia
Cyprinella chloristia é uma espécie de peixe actinopterígeo da família Cyprinidae. É endémica dos Estados Unidos, onde ocorre na bacia do rio Santee na Carolina do Norte e Carolina do Sul, e na bacia do rio Peedee na Carolina do Sul. Sinónimos: Codoma chloristia / Notropis chloristius.